# Barga (Burkina Faso)
Barga ist sowohl eine Gemeinde (französisch commune rurale) als auch ein dasselbe Gebiet umfassendes Departement im westafrikanischen Staat Burkina Faso in der Region Nord und der Provinz Yatenga. Die Gemeinde hat 30.319 Einwohner.